# Hamiville
Hamiville (lb. Heesdref, niem. Heisdorf) – wieś (Uertschaft) w północnym Luksemburgu, w kantonie Clervaux, w gminie Wincrange. Do 3 października 2015 miejscowość leżała w dystrykcie Diekirch, a do 31 grudnia 1976 należała do gminy Boevange.